# Catriona Bisset
Catriona Bisset (Canberra, 1º marzo 1994) è una mezzofondista australiana.

## Record nazionali
- 800 m piani: 1'58"78  ( Londra, 21 luglio 2019)
- 800 m piani indoor: 1'59"46  ( Birmingham, 19 febbraio 2022)

## Palmarès
| Anno | Manifestazione          | Sede       | Evento          | Risultato  | Prestazione | Note                                     |
| ---- | ----------------------- | ---------- | --------------- | ---------- | ----------- | ---------------------------------------- |
| 2019 | World Relays            | Yokohama   | 2×2×400 m mista | Argento    | 3'37"61     |                                          |
| 2019 | Campionati oceaniani    | Townsville | 800 m piani     | Oro        | 2'02"16     |                                          |
| 2019 | Universiadi             | Napoli     | 800 m piani     | Oro        | 2'01"20     |                                          |
| 2019 | Mondiali                | Doha       | 800 m piani     | Batteria   | 2'05"33     |                                          |
| 2021 | Giochi olimpici         | Tokyo      | 800 m piani     | Batteria   | 2'01"65     |                                          |
| 2022 | Mondiali indoor         | Belgrado   | 800 m piani     | 5ª         | 2'01"24     |                                          |
| 2022 | Mondiali                | Eugene     | 800 m piani     | Semifinale | 2'05"20     |                                          |
| 2022 | Giochi del Commonwealth | Birmingham | 800 m piani     | 5ª         | 1'59"41     |                                          |
| 2023 | Mondiali                | Budapest   | 800 m piani     | Semifinale | 1'59"94     |                                          |
| 2024 | Mondiali indoor         | Glasgow    | 800 m piani     | Semifinale | 2'00"13     | Miglior prestazione personale stagionale |
| 2024 | Giochi olimpici         | Parigi     | 800 m piani     | Batteria   | 2'01"60     |                                          |